# Modus vivendi
Modus vivendi är ett latinskt uttryck som betyder ungefär levnadssätt eller sätt att leva. Modus betyder sätt eller form, vivendi är en form av vivo som betyder leva. Ibland kan uttrycket avse ett tillfälligt sätt att hantera en komplicerad situation, och avser då "ett sätt att leva med något". 
Inom diplomatin är modus vivendi en internationell överenskommelse som är preliminär eller tillfällig och avsedd att bytas ut mot en permanent och detaljerad lösning, vanligtvis ett fördrag. Vapenstillestånd är ett modus vivendi.